# Río Pitumarca

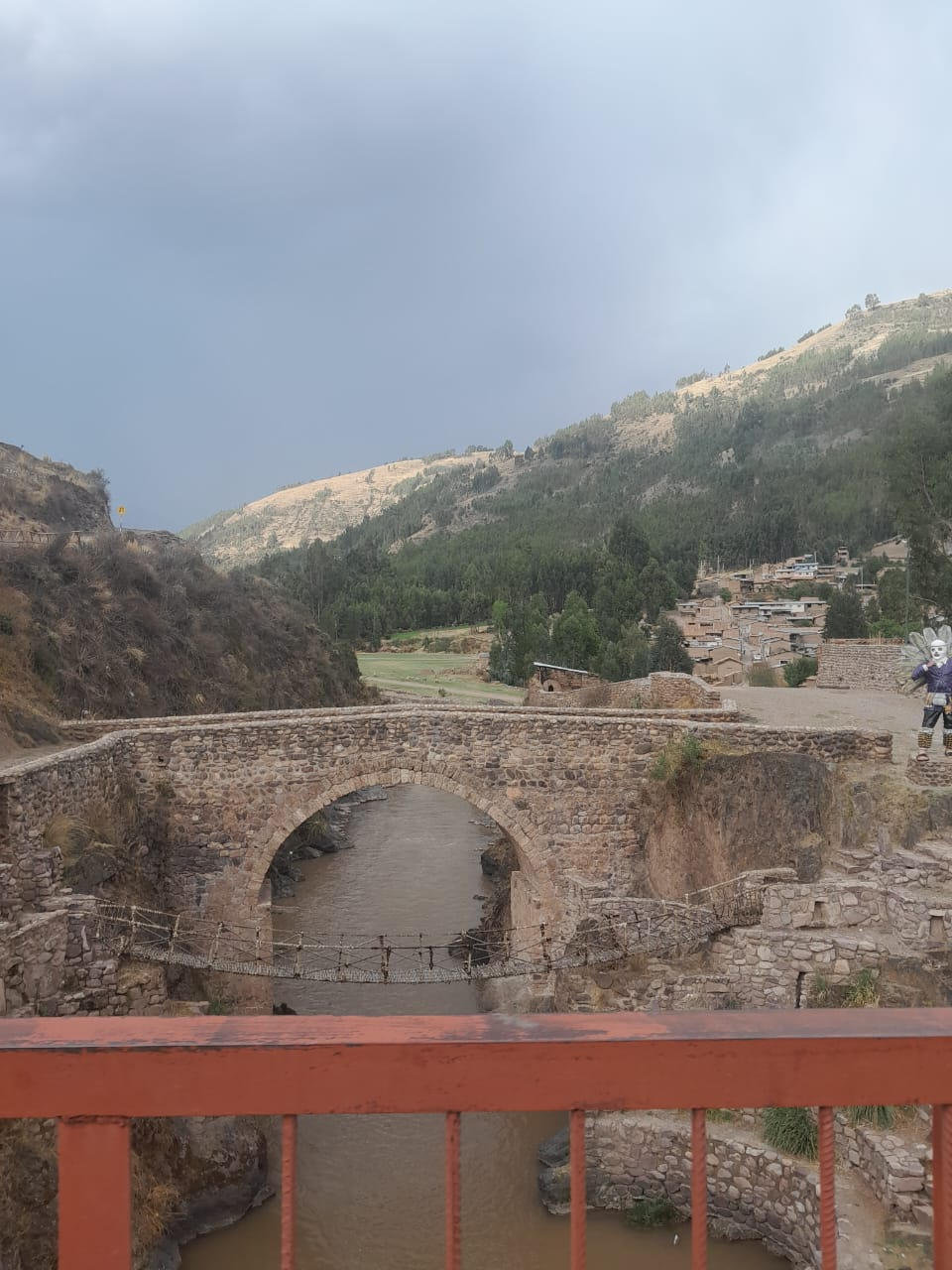
Río Pitumarca (2023)

Der Río Pitumarca ist ein 25 km (einschließlich Quellflüssen: 62 km) langer rechter Nebenfluss des Río Vilcanota, dem Oberlauf des Río Urubamba, im Osten von Peru in der Region Cusco.

## Flusslauf
Der Río Pitumarca entsteht am Zusammenfluss von Río Yanamayu (links) und Río Chillcamayu (rechts) auf einer Höhe von etwa 3990 m im zentralen Westen des Distrikts Pitumarca in der Provinz Canchis. Er fließt anfangs 15 km nach Westen und wendet sich auf seinen letzten 10 Kilometern nach Südwesten. Dabei passiert der Fluss die Kleinstädte Pitumarca und Checacupe. Auf den unteren 6 Kilometern durchquert der Fluss den Distrikt Checacupe. 400 m oberhalb der Mündung in den Río Vilcanota überquert die Nationalstraße 3S (Cusco–Puno) den Río Pitumarca. Die Mündung liegt auf einer Höhe von etwa 3416 m. Entlang dem Flusslauf befinden sich weitere kleinere Orte, darunter Uchullucllo, Josefina, Karhui, Huasapampa und Huito.

## Quellflüsse
Der Río Yanamayu, im Oberlauf Quebrada Sequeñamayu, ist der linke Quellfluss des Río Pitumarca. Er besitzt eine Länge von etwa 31 km. Er entspringt  12 km südwestlich des Sees Laguna Sibinacocha auf einer Höhe von etwa 4980 m. Der Río Yanamayu fließt anfangs 7 km nach Nordwesten, anschließend durchschneidet er mehrere Höhenkämme in westlicher Richtung.
Der Río Chillcamayu, im Oberlauf Río Jampamayo, ist der Hauptquellfluss des Río Pitumarca. Er besitzt eine Länge von etwa 37 km. Der Fluss hat seinen Ursprung in der Cordillera Vilcanota. Er wird von einem Gletscher südöstlich des Jatunhuma auf einer Höhe von etwa 5130 m gespeist . Der Río Chillcamayu fließt in südwestlicher Richtung entlang der Südostflanke der Ausangate-Gruppe.

## Einzugsgebiet
Der Río Pitumarca entwässert ein Areal von etwa 687 km². Dieses liegt in den Distrikten Pitumarca und Checacupe der Provinz Canchis. Das Einzugsgebiet umfasst einen Teil der Südflanke der Cordillera Vilcanota. Es grenzt im Nordwesten an das Einzugsgebiet des Río Chillihuani, im Norden an das des Río Yavero sowie im Osten und im Süden an das des Río Salcca.